# مادر مری
مادر مری (انگلیسی: Mother Mary) فیلم آمریکایی در ژانر ملودرام حماسی به نویسندگی و کارگردانی دیوید لاوری است.

## داستان
این فیلم روایتگر رابطه‌ای میان یک خواننده (با بازی ان هتوی) و یک طراح مد مشهور (با بازی میکلا کوئل) است.

## بازیگران
- ان هتوی در نقش مادر مری، یک خواننده
- میکلا کوئل در نقش سم، یک طراح مد
- هانتر شیفر در نقش هیلدا
- جسیکا براون فیندلی
- سیان کلیفورد
- اف‌کی‌ای توئیگز

## تولید
این پروژه نخستین بار در مارس ۲۰۲۳ اعلام شد. دیوید لاوری نویسندگی و کارگردانی فیلم را بر عهده دارد و میکلا کوئل و ان هتوی به‌عنوان بازیگران اصلی معرفی شدند. موسیقی متن فیلم توسط دنیل هارت ساخته می‌شود و ترانه‌های اصلی توسط جک آنتونوف و چارلی ایکس‌سی‌ایکس تأمین خواهد شد. در ماه مه همان سال، هانتر شیفر به جمع بازیگران اضافه شد و در مارس ۲۰۲۴ اعلام شد که اف‌کی‌ای توئیگز نیز در این فیلم ایفای نقش می‌کند.

### فیلم‌برداری
فیلمبرداری اصلی از مه ۲۰۲۳ در آلمان آغاز شد. در ژوئیه همان سال، به گروه تولید اجازه داده شد تا در جریان اعتصابات ۲۰۲۳ سگ-افترا به فیلمبرداری ادامه دهند. در ۲۰ ژوئیه ۲۰۲۴، ان هتوی اعلام کرد که فیلمبرداری به پایان رسیده است.